# El vals del obrero
El vals del obrero (che in spagnolo significa Il Valzer dell'operaio) è un album degli Ska-P datato 1996, il secondo in ordine cronologico.
Sul CD originale non vi è inoltre nessuna scritta, ma solo l'immagine del Subcomandante Marcos.

## Tracce
1. El Gato López – 2:40
2. Ñapa es – 2:31
3. El vals del obrero – 4:37
4. Revistas del Corazón – 2:44
5. Romero el Madero – 3:21
6. Sectas – 4:07
7. No te pares – 4:26
8. Cannabis – 4:27
9. Insecto Urbano – 4:10
10. Animales de Laboratorio – 3:06
11. La Sesera No Va – 4:45
12. Sexo y Religión – 3:30

## Formazione
- Pulpul (Roberto Gañan Ojea) - voce, chitarra
- Joxemi (Jose Miguel Redin Redin) - chitarra e voce
- Julio  (Julio Cesar Sanchez) - basso e voce
- Kogote (Alberto Javier Amado) - tastiere e voce
- Pako - batteria, percussioni
- Pipi (Ricardo Degaldo de la Obra) - voce, showman